# Войниловская поселковая община
Войниловская поселковая общи́на (укр. Войнилівська селищна громада) — территориальная община в Калушском районе Ивано-Франковской области Украины.
Административный центр — посёлок Войнилов.
Население составляет 10375 человек. Площадь — 163,4 км².

## Населённые пункты
В состав общины входят 1 посёлок (Войнилов) и 15 сёл:
- Диброва
- Должка
- Довпотов
- Дубовица
- Кудлатовка
- Лука
- Мошковцы
- Павликовка
- Перевозец
- Перекосы
- Середня
- Сивка-Войниловская
- Слободка
- Томашовцы
- Цветовая